# Seznam hrazených měst na Moravě
Seznam hrazených měst na Moravě uvádí přehled měst a městeček na Moravě, která byla ve středověku a/nebo novověku ohrazena opevněním – hradbami s příkopem a bránami, případně i baštami či věžemi. U některých menších sídel mohlo jít jen o opevnění lehčí konstrukce v podobě valů s dřevěnými palisádami. Seznam nemusí být kompletní.

## Seznam hrazených měst

### Jihočeský kraj
- Dačice – opevnění zaniklo, pravděpodobně se jednalo valy, dřevěné palisády a jednoduché brány[1]
- Slavonice – zbytky opevnění jsou památkově chráněny

### Jihomoravský kraj

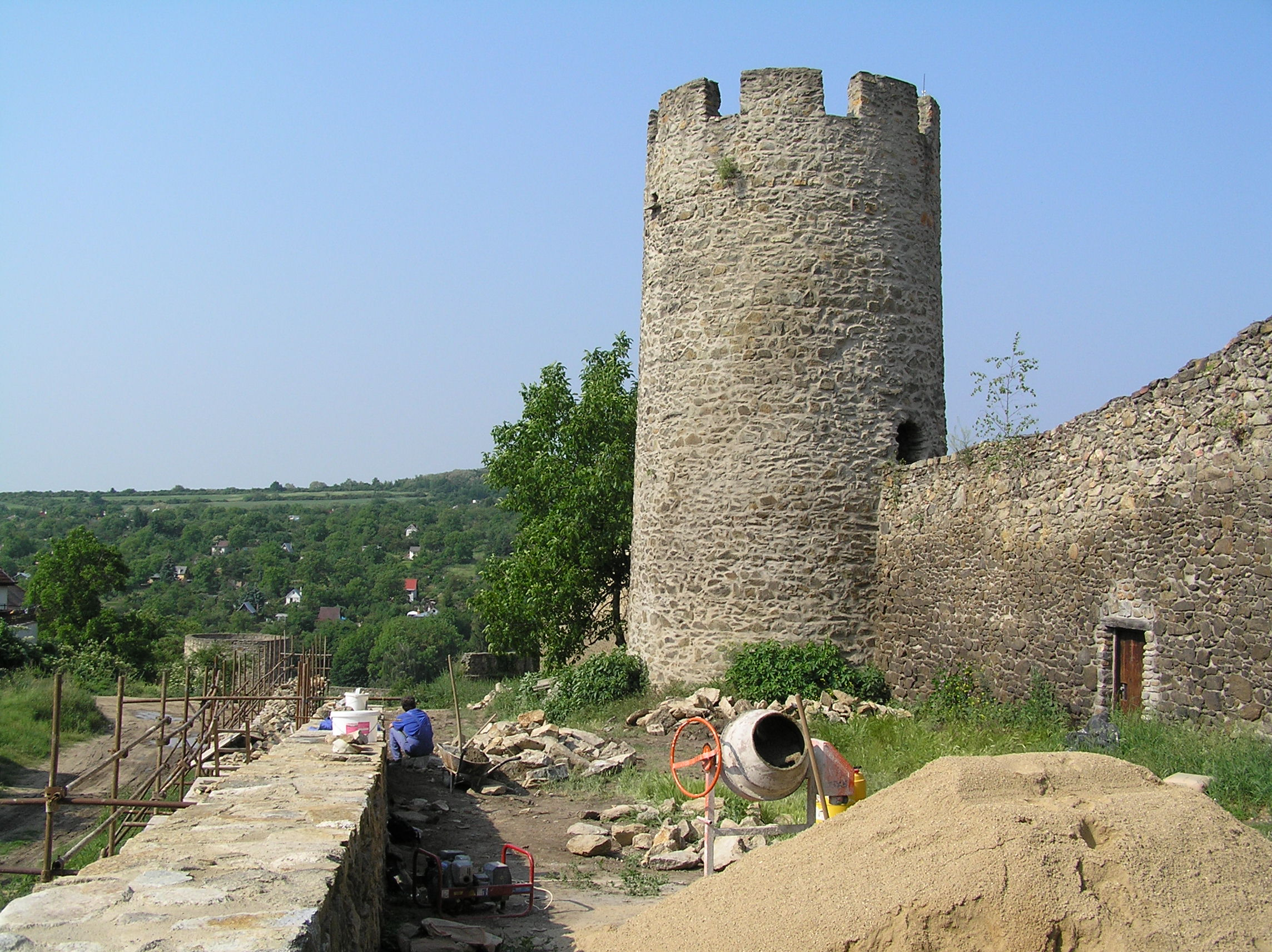
Zachovaná část opevnění Znojma

- Brno – zbytky opevnění jsou památkově chráněny
- Hustopeče – zbytky opevnění jsou památkově chráněny
- Ivančice – zbytky opevnění jsou památkově chráněny
- Jevišovice – opevnění zaniklo[2]
- Kyjov – opevnění zaniklo, jednalo se o valy s dřevěnými hradbami a zděnými bránami, poslední brána zbořena v polovině 19. století[3]
- Mikulov – zbytky opevnění jsou památkově chráněny
- Moravský Krumlov – zbytky opevnění jsou památkově chráněny
- Podivín – poslední zbytky opevnění[4] byly zbořeny v roce 1823[5]
- Pohořelice – opevnění bylo zbořeno v roce 1443[6]
- Rousínov – opevnění zaniklo[7]
- Slavkov u Brna – zbytky opevnění jsou památkově chráněny
- Strážnice – zbytky opevnění (brány) jsou památkově chráněny
- Valtice – zbytky opevnění jsou památkově chráněny
- Veselí nad Moravou – zbytky opevnění[8][9]
- Vyškov – zbytky opevnění jsou památkově chráněny
- Znojmo – zbytky opevnění jsou památkově chráněny

### Kraj Vysočina

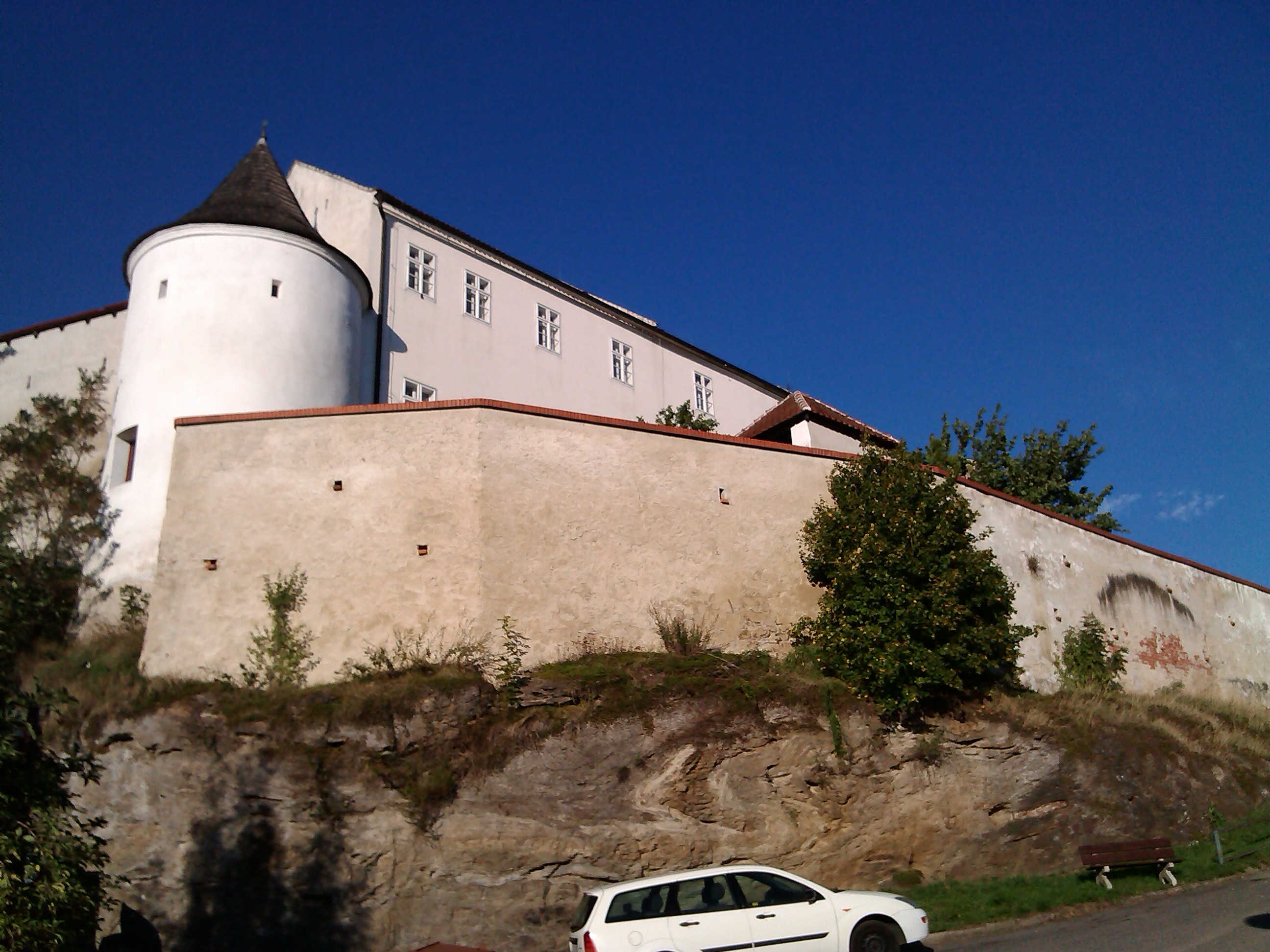
Opevnění Moravských Budějovic

- Jemnice – zbytky opevnění jsou památkově chráněny
- Jihlava – zbytky opevnění jsou památkově chráněny
- Moravské Budějovice – zbytky opevnění jsou památkově chráněny
- Telč – zbytky opevnění jsou památkově chráněny
- Třebíč – zbytky opevnění jsou památkově chráněny
- Třešť – opevnění zaniklo[10]
- Velká Bíteš – zbytky opevnění[11][12]
- Velké Meziříčí – zbytky opevnění jsou památkově chráněny

### Moravskoslezský kraj
- Brušperk – opevnění zaniklo[13]
- Fulnek – zbytky opevnění (věž/zvonice) jsou památkově chráněny
- Nový Jičín – zbytky opevnění jsou památkově chráněny
- Osoblaha – zbytky opevnění jsou památkově chráněny
- Ostrava – zbytky opevnění jsou památkově chráněny
- Příbor – zbytky opevnění[14]
- Rýmařov – opevnění zaniklo[15]
- Štramberk – zbytky opevnění jsou památkově chráněny

### Olomoucký kraj

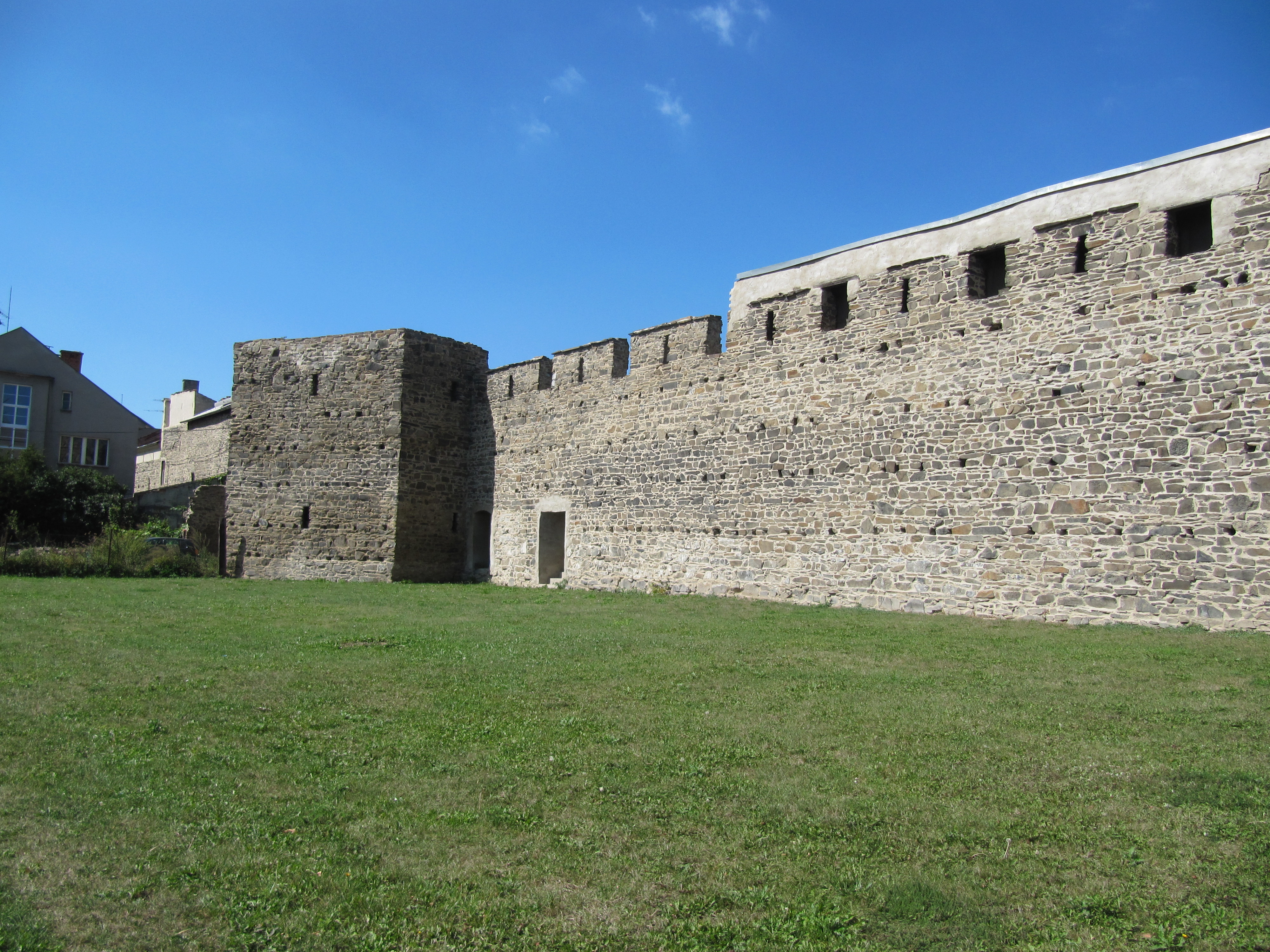
Středověké hradby v Lipníku nad Bečvou

- Hranice – zbytky opevnění jsou památkově chráněny
- Kojetín – opevnění zaniklo[16]
- Kralice na Hané – dřevěné opevnění s valy zaniklo[17]
- Lipník nad Bečvou – zbytky opevnění jsou památkově chráněny
- Litovel – zbytky opevnění jsou památkově chráněny
- Mohelnice – zbytky opevnění jsou památkově chráněny
- Olomouc – zbytky opevnění jsou památkově chráněny
- Potštát – opevnění zbořeno po roce 1848[18]
- Prostějov – zbytky opevnění jsou památkově chráněny
- Přerov – zbytky opevnění jsou památkově chráněny
- Šternberk – zbytky opevnění jsou památkově chráněny
- Šumperk – zbytky opevnění jsou památkově chráněny
- Tovačov – opevnění zaniklo[19]
- Uničov – zbytky opevnění jsou památkově chráněny
- Zábřeh – zbytky opevnění[20]

### Pardubický kraj
- Jevíčko – zbytky opevnění jsou památkově chráněny
- Moravská Třebová – zbytky opevnění jsou památkově chráněny
- Svitavy – zbytky opevnění jsou památkově chráněny

### Zlínský kraj

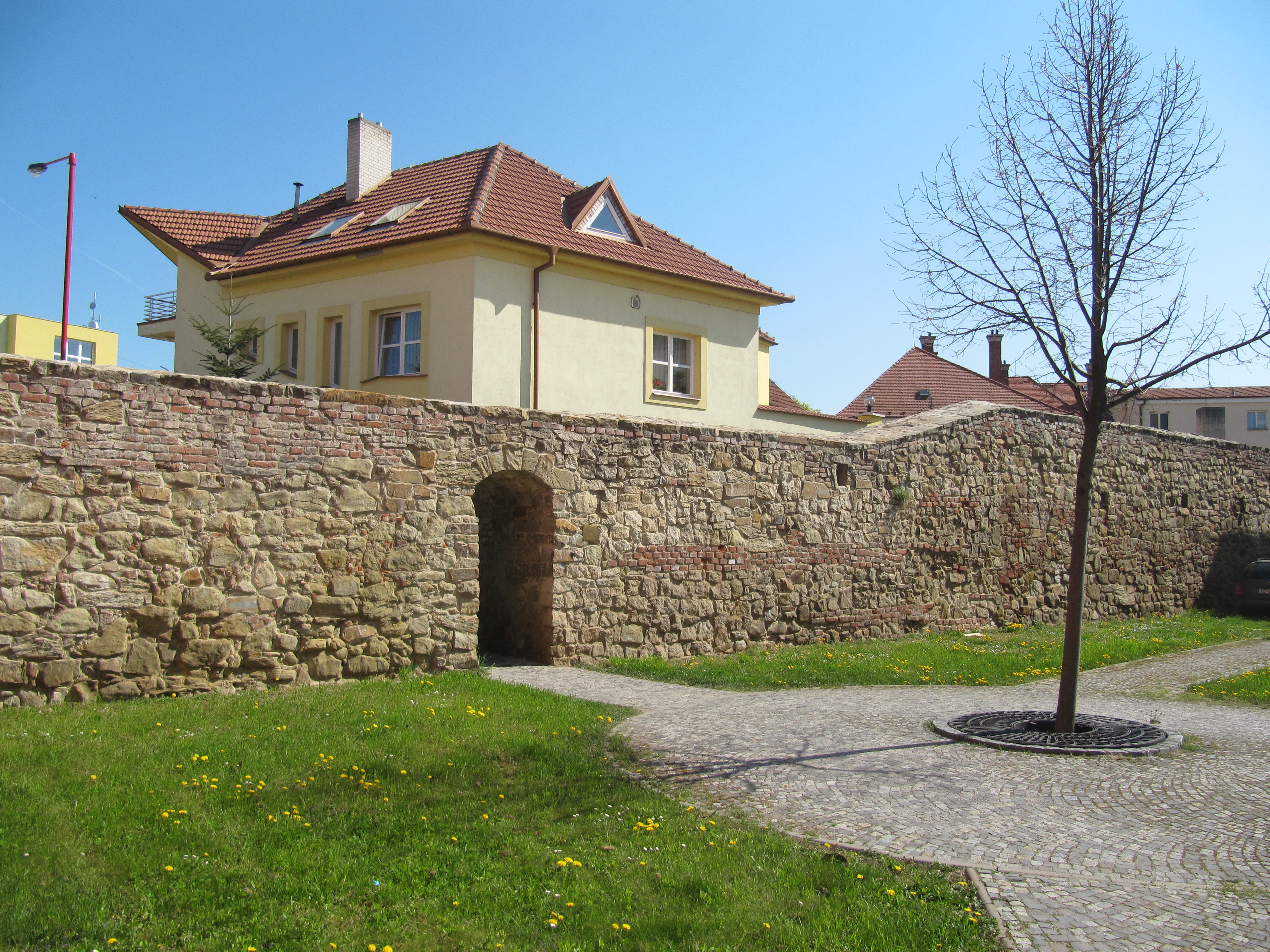
Dochovaný úsek hradební zdi v Uherském Hradišti

- Fryšták – opevnění bylo zřejmě zbořeno v roce 1468/1469[21]
- Holešov – poslední zbytky opevnění zbořeny na přelomu 70. a 80. let 20. století[22]
- Kelč – opevnění zaniklo[23]
- Kroměříž – zbytky opevnění jsou památkově chráněny
- Uherské Hradiště – zbytky opevnění jsou památkově chráněny
- Uherský Brod – zbytky opevnění jsou památkově chráněny
- Valašské Meziříčí – opevnění zaniklo[24][25]

## Novověké pevnosti

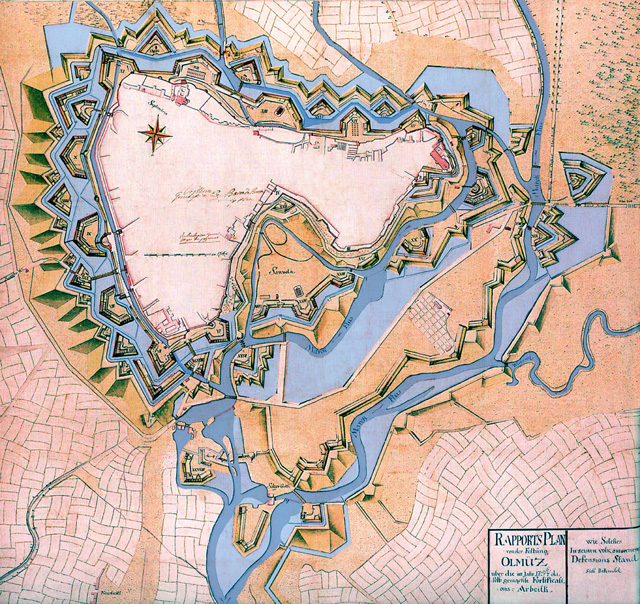
Plán bastionové pevnosti Olomouc v roce 1757

V roce 1655, po skončení třicetileté války, byla na příkaz císaře Ferdinanda III. prohlášena města Brno, Jihlava, Olomouc a Uherské Hradiště za zemské pevnosti, přičemž brněnská pevnost disponovala i samostatnou citadelou, kterou tvořil Špilberk. V následujících desetiletích byly středověké hradby těchto měst doplněny novověkým bastionovým opevněním a v případě Olomouce došlo v 19. století i k výstavbě polygonálního a fortového opevnění. Pevnostní status Jihlavy byl zrušen v roce 1755, Uherského Hradiště roku 1782, Brna v roce 1852 (špilberská citadela byla zrušena roku 1820, obnovena 1855 a definitivně zrušena v roce 1859). Pevnost Olomouc, coby nejmodernější v českých zemích, byla zrušena až jako poslední v roce 1888, kdy ztratila pevnostní status i poslední pevnost v Čechách, Josefov.